# Quyền Anh tại Đại hội Thể thao Đông Nam Á 1977
Quyền Anh tại Đại hội Thể thao Đông Nam Á năm 1977 diễn ra từ ngày 20 đến 24 tháng 11 năm 1977 tại Chin Woo Stadium, Kuala Lumpur, Malaysia. Giải đấu quy tụ các võ sĩ nam tranh tài ở 11 hạng cân từ Light-flyweight đến Heavyweight, với Indonesia thể hiện sự thống trị khi tất cả năm võ sĩ vào chung kết đều giành được huy chương vàng. Chủ nhà Malaysia thất bại ở cả 5 trận chung kết nên chỉ giành được 5 huy chương bạc.

## Tóm tắt kết quả
| Hạng cân           | Vàng                              | Bạc                             | Đồng                               |
| ------------------ | --------------------------------- | ------------------------------- | ---------------------------------- |
| Light Flyweight    | Siri Supunya · Thái Lan           | Abe Rahim Salim · Malaysia      | Than Lwin · Miến Điện              |
| Light Flyweight    | Siri Supunya · Thái Lan           | Abe Rahim Salim · Malaysia      | Simon Tan · Singapore              |
| Flyweight          | Johny Riberu · Indonesia          | Alan Jardinel · Philippines     | Tin Maung · Miến Điện              |
| Flyweight          | Johny Riberu · Indonesia          | Alan Jardinel · Philippines     | Payao Poontarat · Thái Lan         |
| Bantamweight       | Nyo Wan · Miến Điện               | Rogelio Fortaleza · Philippines | Cho Maneerasyakorn · Thái Lan      |
| Bantamweight       | Nyo Wan · Miến Điện               | Rogelio Fortaleza · Philippines | Ferry Moniaga · Indonesia          |
| Featherweight      | Reynaldo Fortaleza · Philippines  | Syed Mohammad Assam · Malaysia  | Wina Ratanarum · Thái Lan          |
| Featherweight      | Reynaldo Fortaleza · Philippines  | Syed Mohammad Assam · Malaysia  | Krishnasamy Selvarajoo · Singapore |
| Lightweight        | Ruben Mares · Philippines         | Haram Kham · Miến Điện          | Pichari Worasri · Thái Lan         |
| Lightweight        | Ruben Mares · Philippines         | Haram Kham · Miến Điện          | Kishore Singh · Singapore          |
| Light Welterweight | Syamsul Anwar Harahap · Indonesia | Koh Chan Lee · Malaysia         | Haridas G · Singapore              |
| Light Welterweight | Syamsul Anwar Harahap · Indonesia | Koh Chan Lee · Malaysia         | Asut Pungt · Brunei                |
| Welterweight       | Fernando Cruz · Philippines       | Udom Jouycharern · Thái Lan     | Hashim Yusof · Malaysia            |
| Welterweight       | Fernando Cruz · Philippines       | Udom Jouycharern · Thái Lan     | Frans van Bronckhorst · Indonesia  |
| Light Middleweight | Rabieb Sangnual · Thái Lan        | K Krishnan · Singapore          | Yousoff Ismail · Brunei            |
| Light Middleweight | Rabieb Sangnual · Thái Lan        | K Krishnan · Singapore          | Tin Myint · Miến Điện              |
| Middleweight       | Wiem Gommies · Indonesia          | Ibrahim Mardex · Malaysia       | Jit Pantsui · Thái Lan             |
| Middleweight       | Wiem Gommies · Indonesia          | Ibrahim Mardex · Malaysia       | Ruby Saw · Miến Điện               |
| Light Heavyweight  | Benny Maniani · Indonesia         | Sangoh Wichiansul · Thái Lan    | Kadir Hussein · Malaysia           |
| Heavyweight        | Krismanto Soembaga · Indonesia    | Abdul Kadeer · Malaysia         | Only 2 entries                     |

## Bảng huy chương
| Hạng               | Đoàn               | Vàng | Bạc | Đồng | Tổng số |
| ------------------ | ------------------ | ---- | --- | ---- | ------- |
| 1                  | Indonesia (INA)    | 5    | 0   | 2    | 7       |
| 2                  | Philippines (PHI)  | 3    | 2   | 0    | 5       |
| 3                  | Thái Lan (THA)     | 2    | 2   | 5    | 9       |
| 4                  | Miến Điện (BIR)    | 1    | 1   | 4    | 6       |
| 5                  | Malaysia (MAS)     | 0    | 5   | 2    | 7       |
| 6                  | Singapore (SGP)    | 0    | 1   | 4    | 5       |
| 7                  | Brunei (BRU)       | 0    | 0   | 2    | 2       |
| Tổng số (7 đơn vị) | Tổng số (7 đơn vị) | 11   | 11  | 19   | 41      |